# Eduardo Macía
Eduardo Macía (Siviglia, 7 maggio 1974) è un dirigente sportivo spagnolo.

## Carriera

### Valencia
Macía ha trascorso due anni al Valencia come giocatore, poi ha lavorato come consulente tecnico e come assistente personale del presidente del club Juan Soler. Aveva già lavorato con Rafael Benítez, impiegato nel settore giovanile. Quando era direttore sportivo al Valencia, Macía ha avuto un ruolo importante nel portare il centrocampista brasiliano Edu attraverso l'applicazione della sentenza Bosman.
Dopo aver perso il ruolo di direttore sportivo a favore di Amedeo Carboni, a Macía è stato offerto un altro ruolo nel club, ma ha scelto di cercare una nuova sfida. Quando Benitez è passato al Liverpool ha pensato di fare un'offerta per portarlo in Inghilterra. Anche Claudio Ranieri diventato allenatore del Valencia ha tentato di farlo rimanere, ma il Liverpool è sembrata un'opzione più interessante per Macía.

### Liverpool
Il 15 giugno 2006 è stato nominato capo dei talent scout del Liverpool.
Macía ha poi lavorato in collaborazione con l'accademia di Frank McParland. Nel 2010, dopo la nomina di Roy Hodgson come manager, il suo potere nel Liverpool è molto diminuito. Il 30 dicembre 2010 ha lasciato il suo ruolo al Liverpool di comune accordo con la società.

### Olympiacos
Già nell'agosto 2010 c'erano stati dei contatti tra il Liverpool e l'Olympiacos. Dopo la rescissione del contratto con gli inglesi, il 28 aprile 2011 diventa il direttore tecnico dell'Olympiacos.

### Fiorentina
Il 17 novembre 2011 il presidente della Fiorentina Mario Cognigni annuncia il suo ingresso in società come collaboratore di Pantaleo Corvino. Il 26 maggio 2012 assume la carica di direttore tecnico insieme a Daniele Pradè della prima squadra della Fiorentina.

### Real Betis Balompié
Il 9 aprile 2015 rescinde il contratto che lo legava alla Fiorentina  e diventa il nuovo direttore sportivo del Betis Siviglia.
Dopo nemmeno una stagione il 25 aprile 2016 rescinde il contratto con la società spagnola.

### Leicester City
Dal settembre 2016 è capo-osservatore del Leicester City.

### Bordeaux
Il 4 aprile 2019 il Bordeaux annuncia Eduardo Macía come nuovo direttore sportivo.

### Spezia
Dal 12 settembre 2022 è il nuovo chief football operations dello Spezia Calcio firmando un quadriennale.
Il 27 luglio 2024 viene sospeso dal suo incarico.